# Mijaíl Kuzmín
Mijaíl Alekséievich Kuzmín (ruso: Михаи́л Алексе́евич Кузми́н; 18 de octubre de 1872 - 1 de marzo de 1936) fue un poeta y músico ruso, contribuyente destacado a la Edad de Plata de la poesía rusa.
Nacido de alta cuna en Yaroslavl, Kuzmín creció en San Petersburgo y estudió música en la Conservatorio de San Petersburgo bajo la tutela de Nikolái Rimski-Kórsakov. No se graduó y luego explicó su cambio hacia la poesía así: «Es más fácil y más sencilla. La poesía cae ya confeccionada del cielo, como maná en las bocas de los israelitas en el desierto.» Pero no renunció totalmente a la música; compuso la música para la famosa producción de 1906 por Meyerhold de Balagánchik de Aleksandr Blok, y sus canciones gozaron de popularidad entre las élites de San Petersburgo: «Las cantó, acompañándose en piano, primero en varias salones incluso la torre de Viacheslav Ivánov, y luego en el cabaré El perro callejero». A Kuzmín le gustaba decir de su obra que 'es solo un poco de música, pero tiene su veneno.'»
Uno de sus amigos más íntimos ejerció una importante influencia sobre él cuando era joven: el aristócrata políglota y germanófilo Gueorgui Chicherin (quien luego se hizo diplomático y después de la Revolución de octubre fue Comisario del pueblo para Asuntos exteriores), un admirador ferviente de Wagner y Nietzsche. Otra fuerte influencia fueron sus viajes, primero a Egipto e Italia y luego al norte de Rusia, donde los viejos creyentes le impresionaron profundamente. Se estableció en San Petersburgo y se compenetró con el círculo de Mir iskusstva («El mundo del arte»). Sus primeras obras publicadas aparecieron en 1905 y llamaron la atención de Valeri Briúsov, quien lo invitó a contribuir a Vesý («El balance»), su revista literaria, el centro del Simbolismo ruso. En Vesý Kuzmín publicó en 1906 su ciclo de versos «Canciones alejandrinas» (tomando como modelo Les Chansons de Bilitis de Pierre Louÿs) y la primera novela rusa con un tema homosexual, Alas, que ganó fama instantánea y lo hizo un escritor muy popular. En 1908, apareció su primera colección de poesía, Sieti («Redes»), que también gozó de aclamación. En las palabras de Roberta Reeder, «Su poesía es erudita y sus temas variaron de la Antigua Grecia y Alejandría a San Petersburgo moderno.»
En 1908, vivía con Serguéi Sudeikin y su primera esposa Olga Glébova, quienes se casaron un año después. Cuando Olga descubrió que su marido tenía una aventura con Kuzmín, insistió en que Kuzmín se fuera. «A pesar de esta complicación, Kuzmín, Sudeikin y Glébova siguen manteniendo una relación productiva y profesional, colaborando en muchos trabajos - obras, veladas musicales, declamaciones poéticas - especialmente en los cabaréts de San Petersburgo.» Además, Kuzmín luego se haría uno de los poetas favoritos de la segunda esposa de Sudeikin, Vera de Bosset, cuyo álbum publicado contiene varios poemas manuscritos suyos.
Su asociación con los simbolistas no fue nunca definitiva y en 1910 Kuzmín ayudó dar a luz al movimiento acmeísta con su ensayo «Sobre la bella claridad», en que deploró «ornamentos cósmicos incomprensibles y oscuros» e instó a escritores a ser «lógico en la concepción y construcción de la obra, la sintaxis... amen al mundo, como Flaubert, sean económico en los medios y tacaño con palabras, preciso y genuino, y encontrarán el secreto de algo asombroso - bella claridad - que me gusta llamar clarismo.» No perteneció más a los acmeístas que a los simbolistas, pero se asoció personalmente con muchos de ellos; entre 1910 y 1912, vivió en el famoso apartamento (llamado la Torre) del poeta Viacheslav Ivánov, otra influencia formativa sobre los acmeístas, y fue amigo de Anna Ajmátova, a cuyo primer libro de poesía (Vécher, «La tarde») Kuzmín contribuyó con un prólogo halagador. (En sus años posteriores provocó la enemistad de Ajmátova, probablemente por una reseña de 1923 que encontró condescendiente, y lo hizo uno de los villanos de su «Poema sin héroe» con el nombre de Cagliostro.)
Mandelshtam, en su reseña «Sobre la poesía contemporánea» (1916), escribió:
El clasicismo de Kuzmín es cautivador. Qué dulce leer a un poeta clásico que vive entre nosotros, experimentar una mezcla goethiana de «forma» y «contenido», ser persuadido que el alma no es una sustancia de algodón metafísico, sino la psique desenfadada y ligera. Los poemas de Kuzmín se prestan no solamente a memorización sino a recordar, por así decirlo (la impresión de recuerdo después de la misma primera lectura), y salen a flote a la superficie como si de olvido (clasicismo).
Y en su ensayo «Una carta sobre la poesía rusa» (1922), dijo que «Kuzmín trajo canciones disidentes de las orillas del Volga, una comedia italiana de su Roma nativa, y toda la historia de la cultura europea en la medida en que se había hecho música - del Concierto de Giorgione en el palacio Pitti a los poemas sinfónicos más recientes de Debussy.»
Kuzmín escribió el primer cuerpo sustancial de verso libre en la literatura rusa. La trucha rompe el hielo (1929) es su poema más significante con temas homosexuales. Pasó sus años de ocaso traduciendo las obras de Shakespeare. 
El poeta y crítico contemporáneo Alekséi Purin, quien piensa que la tradición abiertamente «trágica» y socialmente activista de la literatura rusa está agotada y que necesita reinventarse en el tema más personal y artístico ejemplificado por Kuzmín y Vladímir Nabókov, cita de Innokienti Ánnienski que es más importante evitar «el abrazo persistente del como todo el mundo» y escribe: «Es precisamente la poesía de Ánnienski y Kuzmín que a principios del siglo XX dio el primer y decidido paso adelante, lejos de esto de como todo el mundo - hacia los detalles psicológicamente observados y el mundo cotidiano, hacia la entonación viviente - un paso comparable, quizá, sólo con la revolución de Pushkin. Toda la poesía lírica rusa que siguió es inimaginable sin él.»